# Malinowo (województwo pomorskie)
Malinowo (niem. Amalienruh) – osada w Polsce położona w województwie pomorskim, w powiecie człuchowskim, w gminie Czarne.
W latach 1975–1998 miejscowość administracyjnie należała do województwa słupskiego.
Osada wchodzi w skład  sołectwa Krzemieniewo.